# Geliebte Tram
Geliebte Tram (Originaltitel: Hanno rubato un tram) ist ein italienischer Schwarzweißfilm im Stil des Neorealismus von Aldo Fabrizi aus dem Jahr 1954.
Die Filmkomödie spielt in Bologna mit dem Regisseur Aldo Fabrizi in der Hauptrolle.

## Handlung

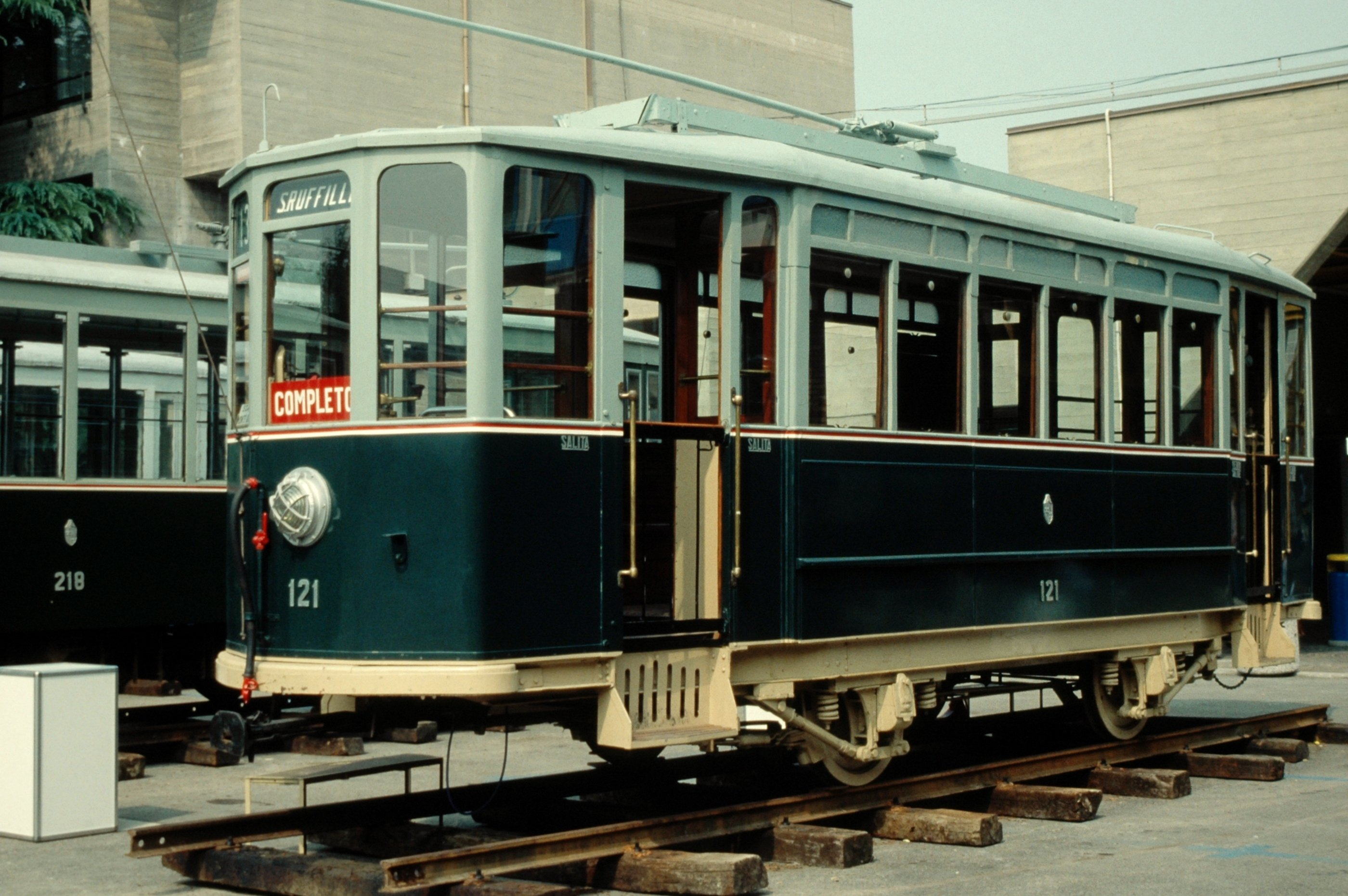
Ein weitgehend gleichartiger Straßenbahntriebwagen der Straßenbahn Bologna wurde für die Dreharbeiten herangezogen.

Cesare Mancini ist ein Straßenbahnfahrer aus Rom, der aber in Bologna lebt, weil er eine Einheimische geheiratet hat.
Cesare gerät in Schwierigkeiten, als er versehentlich eine Frau auf einem Fahrrad anfährt. Obwohl die Frau wie durch ein Wunder unversehrt bleibt, kostet der Unfall Cesare seine Position, und er wird zum Schaffner degradiert. Der Mann kann sich mit dieser Herabstufung nicht abfinden und erledigt seinen neuen Job nur widerwillig, wodurch er eine Reihe negativer Berichte vom unnachgiebigen Chefkontrolleur erhält. Der Direktor der Straßenbahngesellschaft teilt ihm mit, dass er unter diesen Umständen nicht mehr lange im Dienst bleiben wird. Cesare verspricht, seine Impulsivität zu zügeln, kann sein Versprechen aber nicht halten: An einem Sonntag, im Tumult einer Gruppe von Hooligans, die gerade das Stadion verlassen haben, ermahnt der allgegenwärtige Rossi Cesare scharf. Dieser schickt schließlich alle zum Teufel und verlässt die Straßenbahn. Der unvermeidliche weitere Bericht führt dieses Mal zu drei Monaten Dienstfreistellung.
Entmutigt von den Geschehnissen, verschweigt Cesare, der seiner Familie bereits seine Degradierung verheimlicht hatte, auch die neue Disziplinarmaßnahme. Unglücklicherweise kommt die Wahrheit jedoch während eines Kochwettbewerbs zur Wahl der „Königin der Straßenbahnfahrer“ ans Licht. Seine Tochter nimmt daran teil und wird, nachdem sie die anderen Kandidatinnen übertroffen hat, zur Gewinnerin erklärt: Einer der Juroren bemerkt jedoch, dass die Position des Vaters nicht regulär ist, woraufhin die Wahl unter dem Unglauben der Anwesenden annulliert wird.
Die Ehefrau und die Schwiegermutter, die den Grund für die Disqualifikation der Tochter erfahren, schimpfen erbarmungslos über den armen Cesare, der sich von allen verlassen fühlt und nachts zu Fuß durch die Stadt irrt. Zufällig landet er direkt vor dem Straßenbahndepot: Er nimmt eine Straßenbahn an sich und fährt ziellos durch die Stadt, nimmt einige Fahrgäste kostenlos mit und unterhält sich mit ihnen.
Die Wärter des Depots bemerken das Verschwinden der Straßenbahn und alarmieren die Polizei, die eingreift und die Straßenbahn anhält. Cesare wird verhaftet und landet in einem Schnellverfahren vor Gericht, aber das Glück erinnert sich endlich an ihn: Sein Chefkontrolleur, jener Rossi, der ihn so sehr verfolgt hatte, erscheint freiwillig vor Gericht und sagt zu seinen Gunsten aus. Er gibt zu, seine höhere Position ausgenutzt zu haben, um sich an ihm für die unzähligen Niederlagen im Boccia-Spiel zu rächen. Cesare wird daraufhin freigesprochen und kann seinen regulären Dienst wieder aufnehmen.

## Vergleichbares Thema
Das Thema eines nächtlichen Diebstahles einer Straßenbahn wird auch im mexikanischen Film Die Illusion fährt mit der Straßenbahn von Luis Buñuel behandelt.

## Produktion
Die Dreharbeiten für den Film, der von Luigi Rovere für Imperial Film produziert wurde, begannen am 18. Oktober 1950 in Bologna und wurden in den Studios von Cinecittà abgeschlossen.
Außenaufnahmen von Straßenbahnszenen fanden bei der Straßenbahn Bologna statt.

### Besetzung
In der Tanzszene ist der Moderator der Veranstaltung der junge Sergio Leone, der zu dieser Zeit Regieassistent von Fabrizi war.

## Vertrieb
Die erste öffentliche Vorführung des von CEIAD vertriebenen Films fand am 30. Dezember 1954 im Kino „Fiume“ in Bagnaia (Viterbo) statt.
Unter anderen durch Filmplakate in Filmdatenbanken sind Veröffentlichungen im englischen, spanischen, russischen und ungarischen Sprachraum nachgewiesen.

### Home-Video-Veröffentlichungen
Eine restaurierte Kopie wurde von Ripley’s Home Video im Jahr 2005 auf DVD veröffentlicht. Sie enthält Extras wie:
- Ein Interview mit Luciano Vincenzoni, dem Autor der Geschichte.
- Ein Blick hinter die Kulissen: Aldo Fabrizi als Regisseur.
- Zeitungsartikel über das tatsächliche Ereignis, das den Film inspiriert hat.